# Gymnoscelis subtristigera
Gymnoscelis subtristigera là một loài bướm đêm trong họ Geometridae.